# Vendée Globe 1992-1993

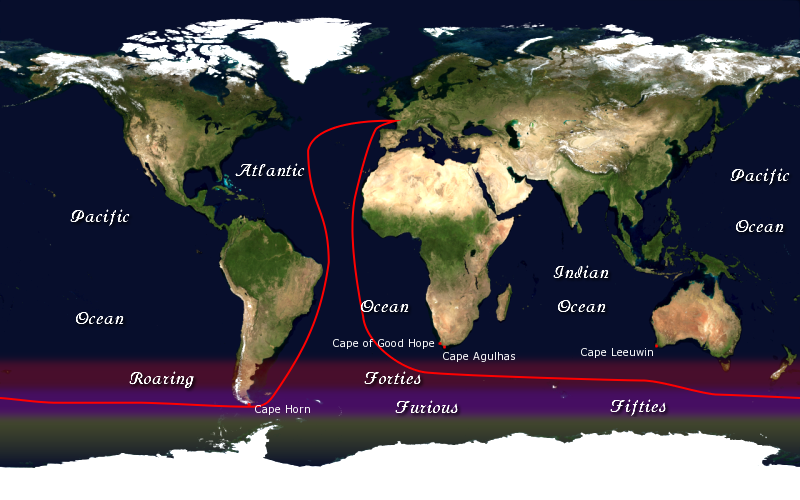
De route van de Vendée Globe

De Vendée Globe 1992-1993 was de tweede editie van de non-stop solowedstrijd om de wereld. Veertien boten gingen van start en de Fransman Alain Gautier won de race na 110 dagen zeilen. Opnieuw haalden zeven boten de finish. 

## Uitslag
Aan de tweede editie dezen diverse deelnemers uit de eerste race mee, evenals een aantal veelbelovende debutanten. Er was veel media-aandacht.
De Amerikaan Mike Plant had zich ingeschreven voor de race maar onderweg naar de startplaats raakte hij verloren op zee. Zijn boot werd op de dag van de start teruggevonden.
De race startte in extreem slecht weer in de Baai van Biskaje. Een aantal races moest noodgedwongen terugkeren naar de start om reparaties uit te voeren en opnieuw te starten. Dit is het enige moment tijdens de race dat een stop onderweg is toegestaan. Vier dagen na de start werd het lichaam van de Brit Nigel Burgess op zee gevonden nabij de Kaap Finisterre. Waarschijnlijk was hij na een klap op het hoofd bewusteloos overboord geslagen. De Fransmannen Alain Gautier en Bertrand de Broc voerden de race aan op de Atlantische Oceaan. Op weg naar Nieuw-Zeeland kreeg de Broc problemen aan zijn kiel en moest opgeven. Diezelfde de Broc had op de Zuidelijke Oceaan zijn eigen tong moeten hechten in samenspraak met een arts op afstand. Gautier ging door, op korte afstand gevolgd door Philippe Poupon, maar diens mast brak in de eindfase van de race waardoor hij slechts vierde werd.
| Plaats         | Zeiler                 | Boot                      | Nationaliteit | Tijd                                        |
| -------------- | ---------------------- | ------------------------- | ------------- | ------------------------------------------- |
| 1              | Alain Gautier          | Bagages Superior          | FRA           | 110 dagen, 2 uur, 22 minuten en 35 seconden |
| 2              | Jean-Luc van den Heede | Groupe Sofap-Helvim       | FRA           | 116 dagen, 15 uur, 1 minuut en 11 seconden  |
| 3              | Philippe Poupon        | Fleury-Michon X           | FRA           | 117 dagen, 3 uur, 34 minuten en 24 seconden |
| 4              | Yves Parlier           | Cacolac d'Aquitaine       | FRA           | 125 dagen, 2 uur, 42 minuten en 24 seconden |
| 5              | Nándor Fa              | K&H Banque Matav          | HUN           | 128 dagen, 16 uur, 5 minuten en 4 seconden  |
| 6              | José de Ugarte         | Euskadi Europ 93 BBK      | ESP           | 134 dagen, 5 uur, 4 minuten en 0 seconden   |
| 7              | Jean-Yves Hasselin     | PRB/Solo Nantes           | FRA           | 153 dagen, 5 uur, 14 minuten en 0 seconden  |
| Niet gefinisht |                        |                           |               |                                             |
| -              | Bernard Gallay         | Vuarnet Watches           | SUI           | problemen met de tuigage                    |
| -              | Vittorio Malingri      | Everlast/Neil Pryde Sails | ITA           | verloor zijn roer                           |
| -              | Bertrand de Broc       | Groupe LG                 | FRA           | problemen met de kiel                       |
| -              | Alan Wynne-Thomas      | Cardiff Discovery         | GBR           | medische reden                              |
| -              | Loïck Peyron           | Fujicolor III             | FRA           | problemen met de zeilen                     |
| -              | Thierry Arnaud         | Maître Coq/Le Monde       | FRA           | onvoldoende voorbereid                      |
| -              | Nigel Burgess          | Nigel Burgess Yachts      | GBR           | verdronk op zee                             |
| -              | Mike Plant             | Coyote                    | USA           | overleed op zee op weg naar de start        |